# Telelift

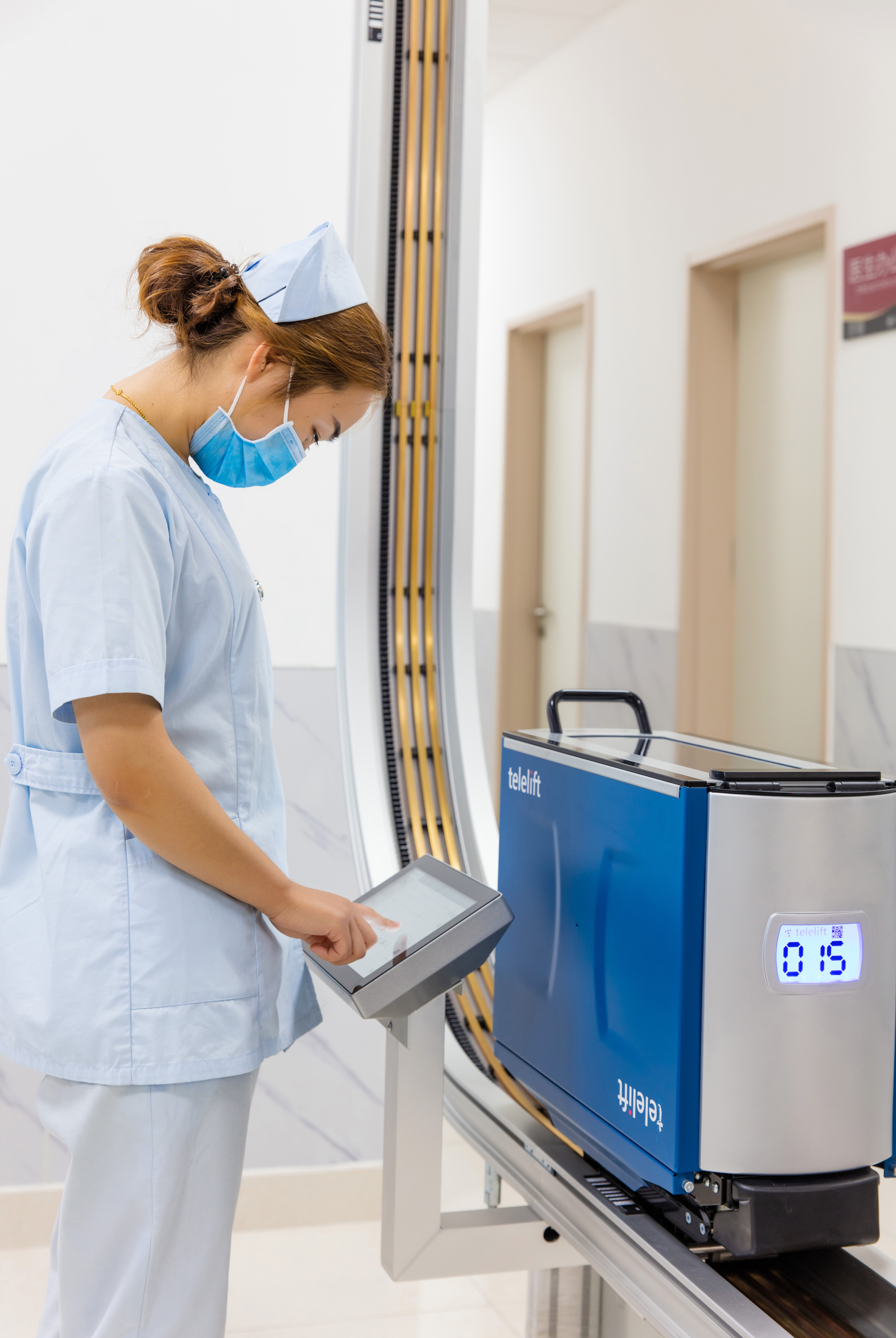
Typische Anwendung an einer Telelift-Station im Krankenhaus

Die Telelift GmbH ist ein weltweit tätiges Unternehmen im Anlagen- und Maschinenbau mit Sitz in Maisach bei München.

## Gründung und Firmengeschichte
Die Telelift GmbH wurde am 31. Januar 1964 durch Erich Wesener in München gegründet. Im selben Jahr erfolgte die Patenterteilung für die Teleliftanlage und ein Jahr später der erste Großauftrag für die Schweizerische Kreditanstalt in Zürich. Das starke Wachstum der Telelift GmbH in den darauf folgenden Jahren machte im Jahr 1973 den Umzug in ein neues Firmengebäude in Puchheim bei München erforderlich. Weltweite Lizenzvergaben sorgten für eine starke Verbreitung der Teleliftanlage. Im Jahr 1974 wurde das fahrerlose Transportsystem Transcar zum Containertransport in Krankenhäusern als zweite Produktlinie eingeführt.
1975 wurde bei der BfA in Berlin mit 1.050 Fahrzeugen die größte Teleliftanlage in Deutschland installiert. 1978 ging im Johannesburg Hospital mit 8,2 km Schienenlänge die längste Teleliftanlage in Betrieb. Bisher wurden ca. 1.300 Teleliftanlagen weltweit errichtet (Stand Ende 2014).
Im Jahr 1989 kaufte die Thyssen AG die Telelift GmbH, integrierte unter dem Namen MultiLift seine eigene Bibliotheksfördertechnik und ergänzte die Leichtgut-Transportsparte der Siemens AG (Simacom VT Systeme). 1999 übernahm die schweizerische Swisslog Holding AG die Telelift GmbH und integriert sie in ihre Healthcare Solutions Division. Nach zwischenzeitlicher Umfirmierung in Swisslog Telelift GmbH wurde die Telelift GmbH 2012 unter ihrem altbekannten Namen neu gegründet und an eine private Investorengruppe verkauft. Im selben Jahr erfolgte der Umzug an den neuen Firmensitz in Maisach bei München.

## Produkte
Die Telelift GmbH entwickelt und produziert Schienenförderanlagen zum Transport von Gütern bis 50 kg in Gebäuden und Produktionsanlagen. Charakteristisch für alle Systeme ist die dreidimensionale Streckenführung. Als größter Markt werden Teleliftanlagen für die Intralogistikanwendungen von Krankenhäusern ab 150 Betten eingesetzt. In Krankenhäusern werden ca. 25–30 Anlagen pro Jahr neu errichtet, wobei die Verbesserung der Hygiene durch Automatisierung eine große Rolle spielt. Außerdem werden Teleliftanlagen für Transportaufgaben in größeren Bibliotheken ab ca. 250.000 Medien, in Verwaltungsgebäuden sowie in der Automotive-, in der Fertigungs- und in der Nahrungsmittelindustrie eingesetzt.

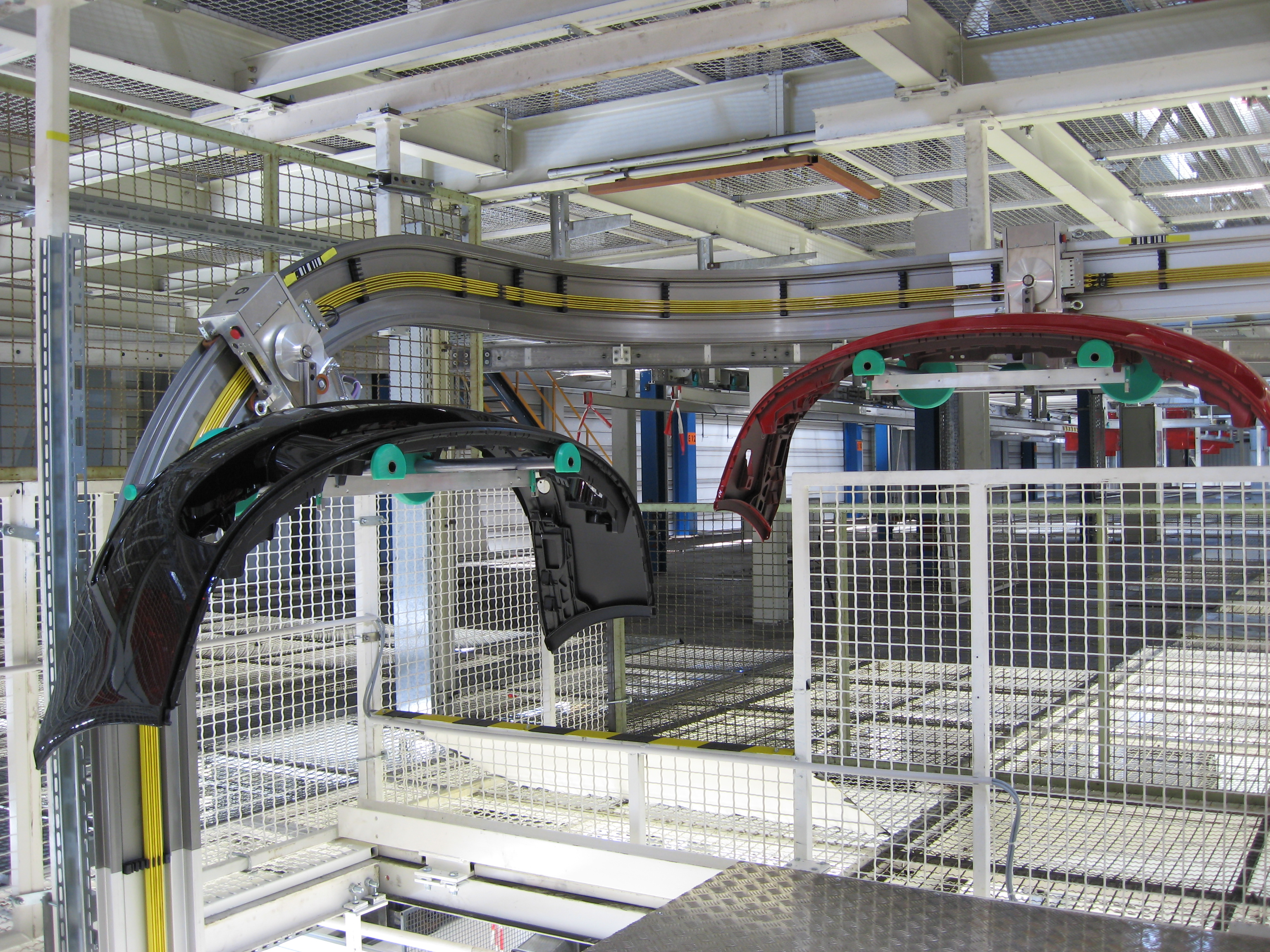
Moderne Teleliftanlage in der Industrie
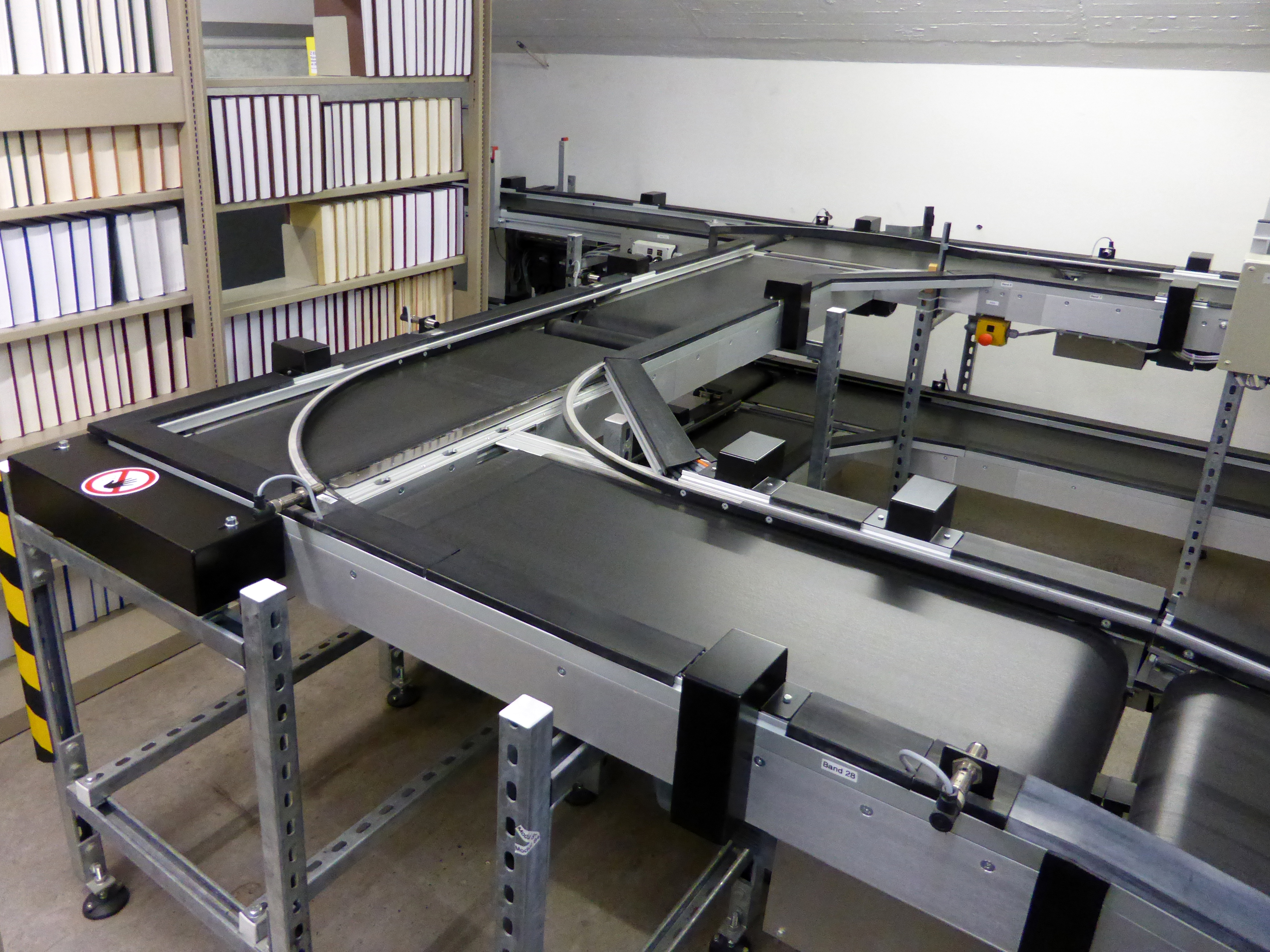
Bücherförderband in der Bayerischen Staatsbibliothek
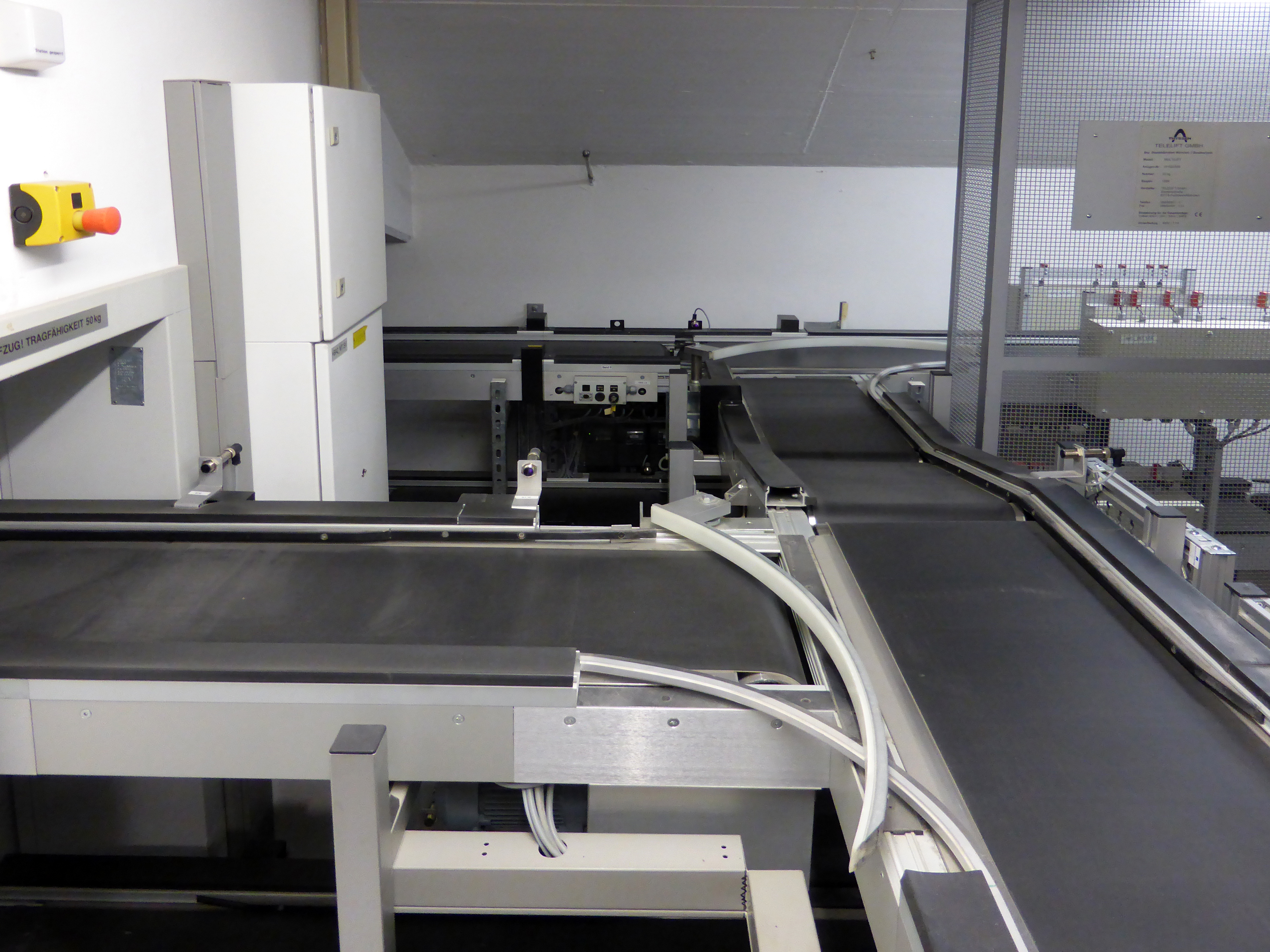
Bücherförderband aus dem Jahr 1999
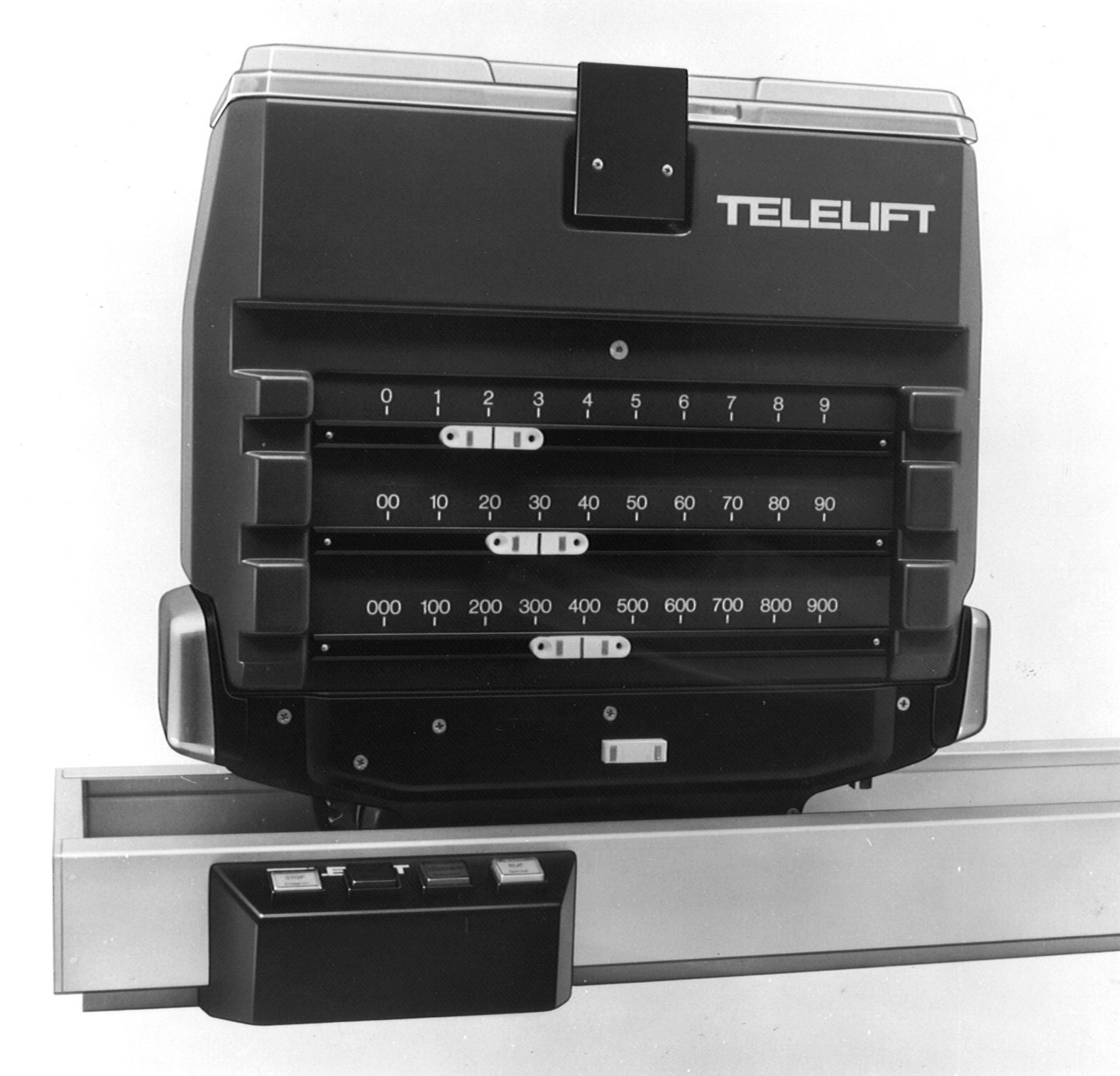
Telelift Förderbehälter aus dem Jahr 1978

## Medien
Eine zentrale Rolle spielte Telelift in der deutschen WDR-Kindersendung Lemmi und die Schmöker, die in den 1970er Jahren im deutschen Fernsehen ausgestrahlt wurde.